# Walter Buchanan
Walter Buchanan (ur. ? – zm. ?) – argentyński piłkarz pochodzenia szkockiego, grający podczas kariery na pozycji obrońcy.

## Kariera klubowa
Walter Buchanan karierę piłkarską rozpoczął w Lomas Academy Buenos Aires ostatniej dekadzie XIX wieku. Z Lomas Academy zdobył mistrzostwo Argentyny w 1896. W 1897 był zawodnikiem Lanús Athletic Buenos Aires. Z Lanús Athletic zdobył wicemistrzostwo Argentyny w 1897. Kolejnym jego klubem był Lobos AC, z którym dwukrotnie zdobył wicemistrzostwo Argentyny w 1898 i 1899.
W latach 1900–1905 był zawodnikiem Alumni AC. 
Z Alumni pięciokrotnie zdobył mistrzostwo Argentyny w 1900, 1901, 1902, 1903, 1905.

## Kariera reprezentacyjna
W reprezentacji Argentyny Buchanan występował w latach 1902-1903. W reprezentacji zadebiutował 20 lipca 1902 w wygranym 6-0 meczu z Urugwajem, którym był pierwszym meczem reprezentacji Argentyny w historii.
Drugi i zarazem ostatni raz w reprezentacji Buchanan wystąpił 13 września 1903 w przegranym 2-3 towarzyskim meczu z Urugwajem.
| Mecze i gole w reprezentacji | Mecze i gole w reprezentacji | Mecze i gole w reprezentacji | Mecze i gole w reprezentacji | Mecze i gole w reprezentacji | Mecze i gole w reprezentacji | Mecze i gole w reprezentacji |
| #                            | Data                         | Miasto                       | Przeciwnik                   | Gol                          | Wynik                        | Rozgrywki                    |
| ---------------------------- | ---------------------------- | ---------------------------- | ---------------------------- | ---------------------------- | ---------------------------- | ---------------------------- |
| 1.                           | 20.07.1902                   | Montevideo                   | Urugwaj                      |                              | 6:0                          | mecz towarzyski              |
| 2.                           | 13.09.1903                   | Buenos Aires                 | Urugwaj                      |                              | 2:3                          | mecz towarzyski              |